# Mehmut Şevket Karman
Mehmut Şevket Karman (* 16. Mai 1912 in Trabzon, Osmanisches Reich; † 3. Oktober 1989 in Bornova) war ein türkischer Skilangläufer und Skirennläufer.

## Karriere
Karman war 1936 Teil der ersten türkischen Mannschaft, die an Olympischen Winterspielen teilnahm. Er trat sowohl im Skilanglauf als auch im erstmals ausgetragenen Alpinen Skisport an. Sein bestes Ergebnis erreichte er dabei im Skilanglauf über 18 km mit dem 72. Platz.
Danach trat Karman nicht mehr als Sportler in Erscheinung.

## Erfolge

### Skilanglauf

#### Olympische Winterspiele
- Garmisch-Partenkirchen 1936: 72. 18 km, DNF 4 × 10 km Staffel

### Ski Alpin

#### Olympische Winterspiele
- Garmisch-Partenkirchen 1936: DNF Alpine Kombination.